# Икономика на Илинойс
Икономиката на щата Илинойс е много разнообразна.
Главният икономически център Чикаго е метрополитен град, в който са се утвърдили някои от най-големите компании – „Boeing“, „McDonald's“, „Motorola“. В града са разположени много финансови институции, там е най-голямата фючърсна борса в света.
През 2004 г. брутният вътрешен продукт на щата Илинойс е 528 млрд. щ. дол., а през 2003 г. средният доход на глава от населението е 32 965 дол.

## Промишленост
Добре развита е месопреработвателната промишленост в Чикаго, главно на говеждо и свинско месо. Стратегическото местоположение на щата Илинойс го прави основен производствен център, най-вече за производството на селскостопански машини и моторни превозни средства.

## Селско стопанство
В големи количества се отглеждат царевица и соя.